# Polisportiva Alghero
Polisportiva Alghero byl italský fotbalový klub z Alghera. Založen byl roku 1945. Po bankrotu v roce 2010 zanikl.

## Poslední soupiska
| # | Pozice | Hráč                |
| - | ------ | ------------------- |
|   | B      | Filippo Zani        |
|   | O      | Martino Borghese    |
|   | O      | Andrea Calistri     |
|   | O      | Gaetano Calà        |
|   | O      | José Luis Colman    |
|   | O      | Andrea Peana        |
|   | O      | Davide Sentinelli   |
|   | O      | Alberto Storai      |
|   | O      | Pietro Varriale     |
|   | Z      | Dario Barraco       |
|   | Z      | Roberto Cau         |
|   | Z      | Cristoforo Correale |

| # | Pozice | Hráč                     |
| - | ------ | ------------------------ |
|   | Z      | Federico Gentile         |
|   | Z      | Joseph Manzini           |
|   | Z      | Daniele Molino           |
|   | Z      | Nicola Rais              |
|   | Z      | Nicola Sogus             |
|   | Ú      | Alessio Cossu            |
|   | Ú      | Nicola Dal Bosco         |
|   | Ú      | Angelo Giacomo De Martis |
|   | Ú      | Massimiliano Farrugia    |
|   | Ú      | Simone Ghezzi            |
|   | Ú      | Roberto Orlandi          |
|   | Ú      | Roberto Puddu            |
|   | Ú      | Riccardo Santi           |